# Slingsby T67 Firefly
Slingsby T67 Firefly, ban đầu được sản xuất với tên gọi Fournier RF-6, là một loại máy bay huấn luyện nhào lộn trên không hai chỗ, do hãng Slingsby Aviation ở Kirkbymoorside, Yorkshire, Anh chế tạo.
Nó đã được một số lực lượng vũ trang cũng như dân sự sử dụng làm máy bay huấn luyện.  Vào giữa những năm 1990, loại máy bay này đã gây tranh cãi ở Hoa Kỳ sau ba vụ tai nạn chết người trong các hoạt động huấn luyện của Lực lượng Không quân Hoa Kỳ.  Firefly có khả năng phục hồi vòng quay kém và đã gây ra ít nhất 36 vụ tai nạn chết người.

## Phát triển
RF-6 được thiết kế bởi René Fournier, và bay lần đầu vào ngày 12 tháng 3 năm 1974. Được làm hoàn toàn bằng gỗ, nó có cánh có tỷ lệ khung hình cao giống với các thiết kế tàu lượn mô tô trước đó của ông.  Fournier thành lập nhà máy của riêng mình tại Nitray để sản xuất thiết kế, nhưng chỉ sau khoảng 40 chiếc được chế tạo, công việc này tỏ ra không khả thi về mặt tài chính và ông buộc phải đóng cửa sản xuất.  Một phiên bản bốn chỗ đang được phát triển bởi Sportavia-Pützer với tên gọi RF-6C, nhưng điều này cho thấy các vấn đề nghiêm trọng về độ ổn định dẫn đến việc thiết kế lại gần như hoàn toàn với tên gọi Sportavia-Pützer RS 180 Sportsman.
Năm 1981, Fournier bán quyền phát triển RF-6B cho Slingsby Aviation, đổi tên nó thành T67.  Những ví dụ đầu tiên, chiếc T67A, hầu như giống với chiếc máy bay do Fournier chế tạo, nhưng thiết kế đã sớm được sửa đổi để thay thế cấu trúc bằng gỗ bằng vật liệu composite.  Slingsby đã sản xuất một số phiên bản phát triển khung máy bay và thêm động cơ lớn hơn dần dần.  Slingsby T67M, nhằm vào thị trường huấn luyện quân sự (do đó là "M"), là chiếc đầu tiên bao gồm một cánh quạt tốc độ không đổi và các hệ thống dầu và nhiên liệu đảo ngược.  Hơn 250 máy bay đã được chế tạo, chủ yếu là T67M260 và các biến thể T-3A có liên quan chặt chẽ.

## Lịch sử hoạt động
Nhà điều hành Firefly lớn nhất là Không quân Hoa Kỳ, nơi nó được đặt tên là T-3A Firefly.  Firefly được chọn vào năm 1992 để thay thế máy bay T-41 cho Chương trình kiểm tra chuyến bay nâng cao của bộ chỉ huy, bao gồm các cuộc diễn tập nhào lộn trên không.  Từ năm 1993 đến năm 1995, 113 máy bay đã được mua và giao cho Sân bay Thành phố Hondo ở Texas và Học viện Không quân Hoa Kỳ ở Colorado.  Loại máy bay này không chỉ thay thế máy bay huấn luyện nhập môn Cessna T-41 mà còn đáp ứng các yêu cầu của Chương trình kiểm tra chuyến bay nâng cao (EFSP).  Tháng 7 năm 1997, Tư lệnh Bộ Tư lệnh Giáo dục và Đào tạo Hàng không đã cho dừng toàn bộ phi đội T-3A do động cơ ngừng hoạt động ngoài ý muốn trong quá trình bay và hoạt động trên mặt đất.  Một yếu tố chính dẫn đến quyết định này là ba tai nạn của T-3A Lớp A.  Ba học viên Học viện Không quân và ba giảng viên đã thiệt mạng trong những tai nạn T-3A này. Lực lượng Không quân Hoa Kỳ không có sự thay thế cho loại này, vì nó không còn cung cấp đào tạo cho những người không phải là phi công. Những chiếc máy bay này cuối cùng được tuyên bố là vượt quá nhu cầu vào đầu những năm 2000 và được thanh lý bằng cách tháo dỡ vào năm 2006.
Lực lượng Không quân Hoàng gia đã sử dụng 22 chiếc Slingsby T67M260 làm máy bay huấn luyện cơ bản của họ từ năm 1995 đến năm 2010. Hơn 100.000 giờ bay đã được thực hiện bởi các sinh viên Lục quân, Hải quân Hoàng gia và Thủy quân lục chiến Hoàng gia, cũng như tại RAF Church Fenton với các sinh viên RAF và sinh viên nước ngoài.
Firefly cũng đã được sử dụng bởi Lực lượng Không quân Phụ trợ Hoàng gia Hồng Kông, và Lực lượng Không quân Hoàng gia Jordan (hiện vẫn được sử dụng).
Firefly được sử dụng ở Anh để huấn luyện nhào lộn trên không cơ bản vào những năm 2000. Vào tháng 12 năm 2012, Trung tâm Phòng thí nghiệm Bay Quốc gia tại Đại học Cranfield ở Vương quốc Anh đã mua một chiếc T67M260 để bổ sung cho huấn luyện viên nhào lộn trên không của Scottish Aviation Bulldog nhằm đào tạo và trải nghiệm chuyến bay cho sinh viên ThS. Kể từ năm 2019, Firefly được sử dụng trong các khóa học UPRT.

## Biến thể

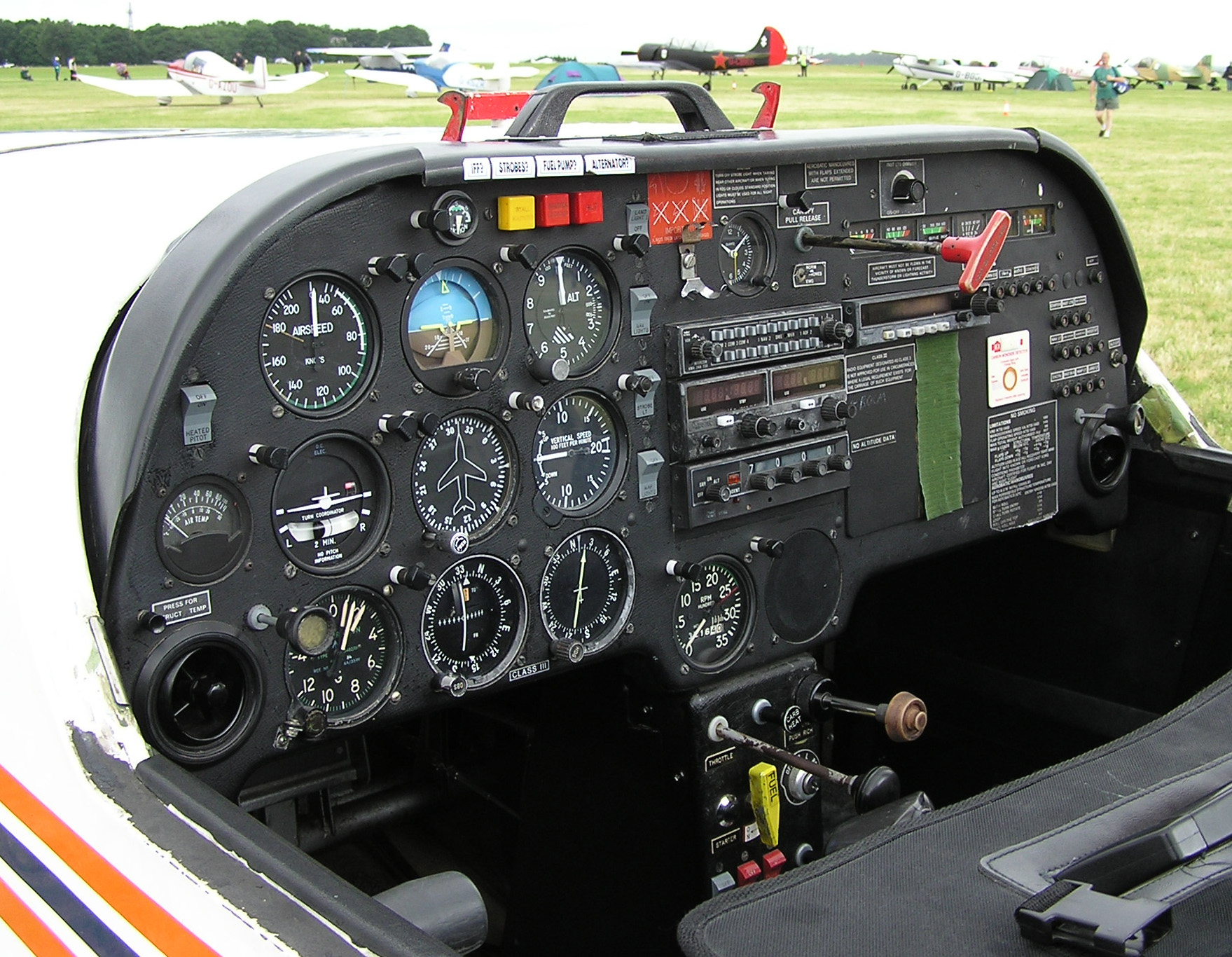
Buồng lái Slingsby Firefly T67C

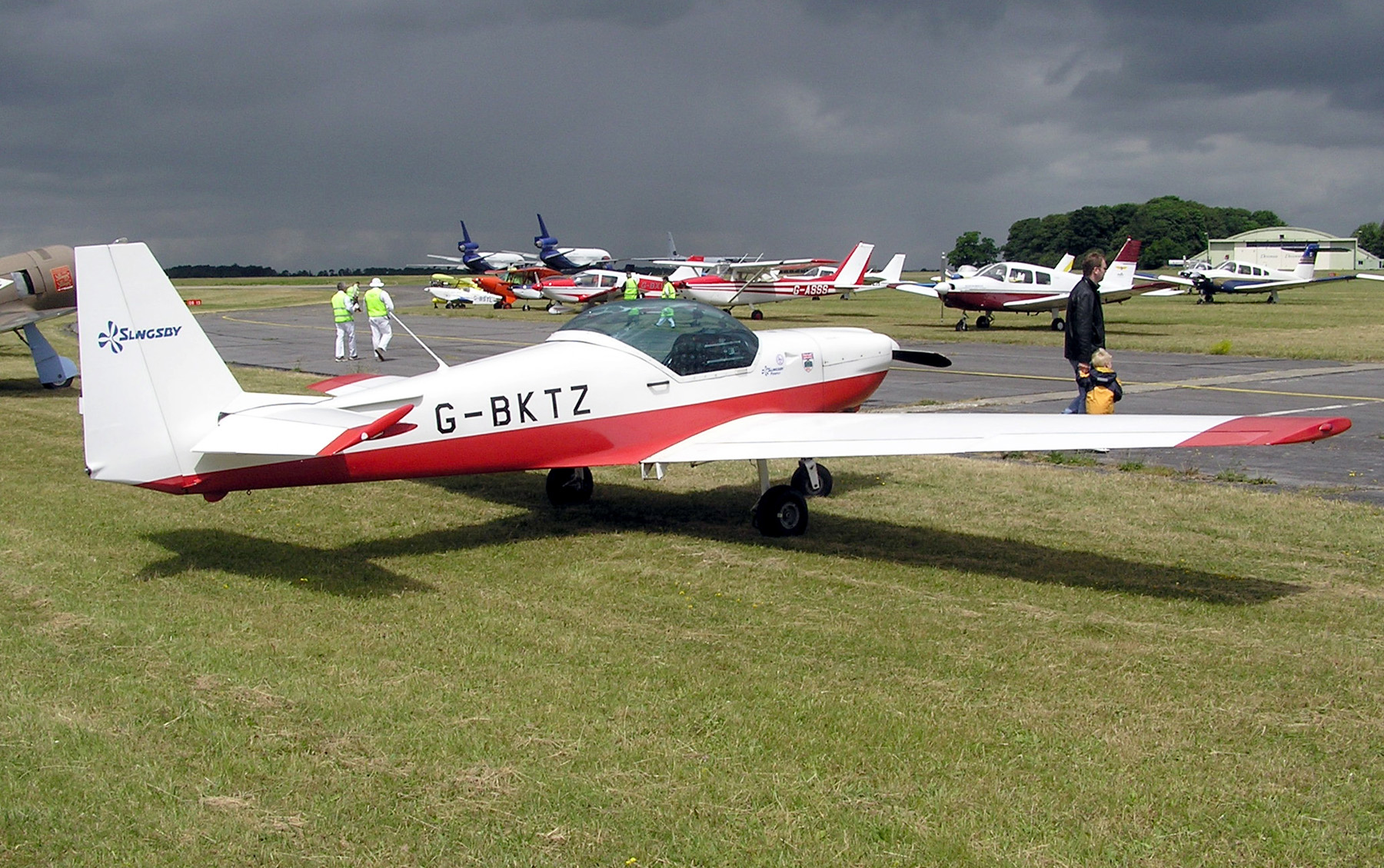
Slingsby T67M Firefly

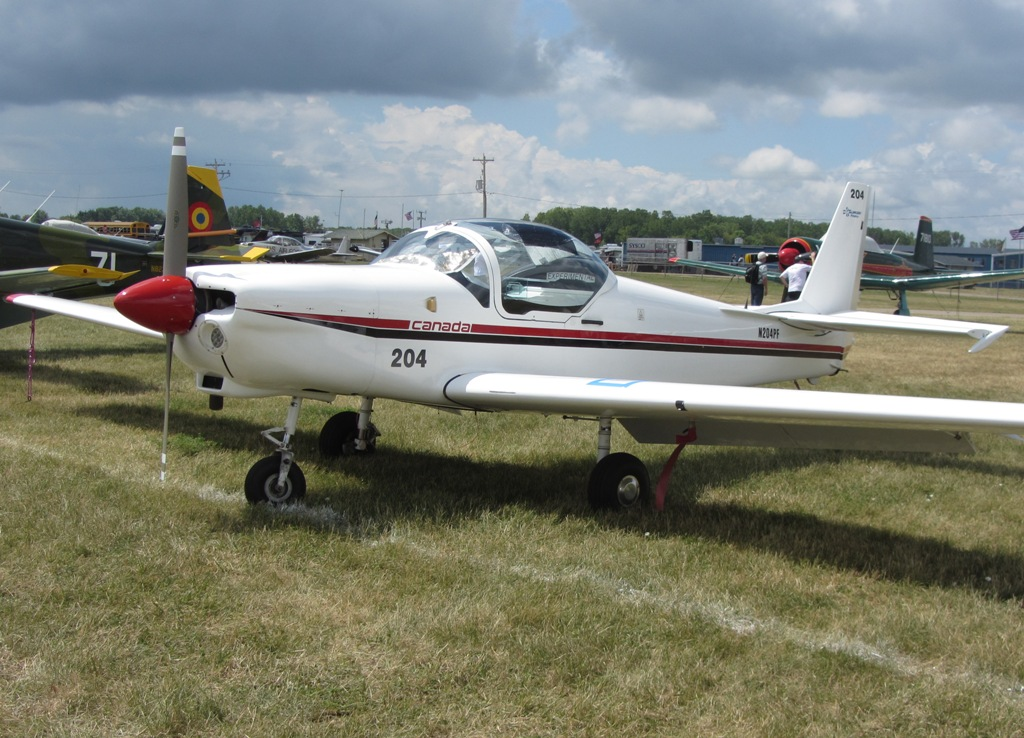
T67C Firefly

RF-6B
RF-6B/120
RF-6C
T67A
T67M Firefly
T67B
T67M MkII Firefly
T67M200 Firefly
T67C Firefly
T67M260 Firefly
T67M260-T3A Firefly
CT-111 Firefly

## Quốc gia sử dụng

### Quân sự
Bahrain
- Không quân Bahrain T67M-260[1]

 Belize
- Không lực Belize - 1 x T67M-260[1]

 Jordan
- Không quân Hoàng gia Jordan- 14 × T67M-260[1]

 Hà Lan
- Trung tâm tuyển chọn phi công Hà Lan

### Từng sử dụng
Canada
- Lực lượng vũ trang Canada

 Hong Kong
- Không quân hỗ trợ hoàng gia Hồng Kông

 Anh Quốc
- Không quân Hoàng gia, Hải quân Hoàng gia, Lục quân Anh

 Hoa Kỳ
- Không quân Hoa Kỳ

### Dân sự
/  Hong Kong
- Không quân hỗ trợ hoàng gia Hồng Kông/Hong Kong Government Flying Service

 /  Hong Kong
- Hong Kong Aviation Club

 New Zealand
- Auckland Aero Club[2]
- North Shore Aero Club[3]

 Thổ Nhĩ Kỳ
- Turkish Aeronautical Association (Türk Hava Kurumu)
- FTEJerez [4]

 Vương quốc Anh
- Swift Aircraft[5]

## Tính năng kỹ chiến thuật (T-3A)
Dữ liệu lấy từ Brassey's World Aircraft & Systems Directory
Đặc điểm tổng quát
- Kíp lái: 2
- Chiều dài: 24 ft 10 in (7,55 m)
- Sải cánh: 34 ft 9 in (10,69 m)
- Chiều cao: 7 ft 9 in (2,36 m)
- Diện tích cánh: 136 ft² (12,6 m²)
- Kết cấu dạng cánh: NACA 23015/23013 (root/tip)
- Trọng lượng rỗng: 1.750 lb (794 kg)
- Trọng lượng cất cánh tối đa: 2.550 lb (1.157 kg)
- Động cơ: 1 × Textron Lycoming AEIO-540-D, 260 hp (194 kW)

 Hiệu suất bay 
- Tốc độ không vượt quá: 195 knot (224mph, 361 km/h)
- Vận tốc cực đại: 152 knot (175 mph, 281 km/h)
- Vận tốc hành trình: 140 knot (161 mph, 259 km/h)
- Vận tốc tắt ngưỡng: 54 knot (62 mph, 100 km/h)
- Tầm bay: 407 nm (468 mi, 753 km)
- Trần bay: 19.000 ft [7] (5.790 m)
- Vận tốc lên cao: 1.380 ft/phút (7 m/s)
- Tải trên cánh: 18,8 lb/ft² (91,8 kg/m²)
- Công suất/trọng lượng: 0,10 hp/lb (0,17 kW/kg)